# Chinatown (canción)
«Chinatown» es una canción y el segundo sencillo del cantante y compositor inglés, Liam Gallagher. La canción estará incluida en el álbum debut de Liam Gallagher como solista, 'As You Were' que se publicará el próximo 6 de octubre.

## Posicionamiento en lista
| Listas (2017)                             | Mejor posición |
| ----------------------------------------- | -------------- |
| Reino Unido (UK iTunes Alternative Chart) | 1              |